# Alan Balsam
Alan Howard Balsam (* 2. April 1950 in Los Angeles, Kalifornien; † 13. November 1992 ebenda) war ein US-amerikanischer Filmeditor.

## Leben
Nach seinem Abschluss 1972 an der California State University, Long Beach, begann Alan Balsam kürzere Werbe- und Kurzfilme zu schneiden, bevor er 1979 erstmals bei dem TV-Dokumentarfilm Heroes of Rock and Roll als Schnittassistent arbeiten durfte. Bereits ein Jahr später übernahm er bei der Komödie Loose Shoes, mit Bill Murray in einer Nebenrolle, erstmals eigenverantwortlich einen Filmschnitt. Es folgten weitere Komödien wie Die Rache der Eierköpfe, Ein ganz verrückter Sommer und Moving – Rückwärts ins Chaos.
Am 13. November 1992 verstarb Alan Balsam an AIDS. Sein Lebensgefährte Stephen Schneider gründete anschließend die Stiftung Alan Balsam Fund, die sich um den Erfahrungsaustausch von Aids-Erkrankten kümmerte.

## Filmografie (Auswahl)
- 1979: Heroes of Rock and Roll
- 1980: Loose Shoes
- 1981: Tot & begraben (Dead & Buried)
- 1983: Sein oder Nichtsein (To Be or Not to Be)
- 1984: Die Rache der Eierköpfe (Revenge of the Nerds)
- 1985: Lanny dreht auf (Better Off Dead)
- 1986: Ein ganz verrückter Sommer (One Crazy Summer)
- 1988: Hilfe, ich bin ein Außerirdischer – Ausgeflippte Zeiten auf der Erde (Doin’ Time on Planet Earth)
- 1988: Moving – Rückwärts ins Chaos (Moving)
- 1989: Harlem Nights
- 1990: Why me? – Warum gerade ich? (Why Me?)
- 1991: Born to Ride
- 1992: Eine Klasse für sich (A League of Their Own) (zusätzlicher Schnitt)
- 1994: Wagen 54 bitte melden! (Car 54, Where Are You?)